# Alfredo Mejía
Alfredo Antonio Mejía Escobar (Yoro, 3 aprile 1990) è un calciatore honduregno, centrocampista del Kalamata in prestito dal Levadeiakos.

## Carriera

### Club
Ha iniziato a giocare a calcio nel C.D. Olimpia, debuttando in prima squadra nel 2007 a 16 anni. L'anno seguente si trasferisce all'Udinese, in Serie A, dove però non gioca mai in prima squadra, venendo invece aggregato alla squadra Primavera. Dopo solo una stagione con la squadra bianconera passa a titolo definitivo al Real España (con cui gioca anche 7 partite senza segnare in CONCACAF Champions League), dove rimane fino al 2012, anno in cui si trasferisce al C.D. Motagua. Con il Motagua segna un gol in 20 presenze, per poi trasferirsi nell'estate del 2014 al Panthrakikos, squadra della massima serie greca. Qui chiude il campionato con 28 presenze ed una rete; a fine anno la sua squadra retrocede in seconda serie.

### Nazionale
Dopo aver giocato nell'Under-17 (con cui nel 2007 ha anche partecipato ai Mondiali di categoria), nel 2008 esordisce con l'Under-20, con la cui maglia colleziona complessivamente 1 gol in 7 partite. Nel 2011 inizia a giocare in Under-23, per un totale di 6 presenze senza gol. Il 10 giugno 2010 esordisce in Nazionale, in un'amichevole vinta per 7-1 contro Grenada; nella stessa occasione mette anche a segno il suo unico gol con la Nazionale maggiore, con cui in totale ha giocato 7 partite. Partecipa ai Giochi Olimpici di Londra 2012, nei quali ha esordito il 26 luglio nella partita pareggiata per 2-2 contro il Marocco.

## Palmarès

### Club

#### Competizioni nazionali
- Campionato honduregno: 1

Real España: 2010-2011
- Souper Ligka Ellada 2: 1

Levadeiakos: 2023-2024 (girone A)